# 井口耕二
井口 耕二（いのくち こうじ、1959年 - ）は、福岡県生まれの元男性フィギュアスケート選手で現在は翻訳者。栃木県立宇都宮高等学校、東京大学工学部卒業。オハイオ州立大学大学院修士課程修了。フィギュアスケート時代のパートナーは瀬野尾さき子。

## 経歴
小学校3年のときにスピードスケートを始め、小学校5年時にフィギュアスケートへ転向した。当初は男子シングル選手として活動したが、大学入学後に瀬野尾さき子とカップルを結成しアイスダンスへ転向した。1978-1979年シーズンの全日本ジュニア選手権で優勝し、翌1979-1980年シーズンには全日本選手権で4位になるなどしたが再び男子シングルへ転向。大学卒業とともに競技から引退。
出光興産時代にオハイオ州立大学へ留学し、1998年に翻訳者として独立。独立後は有限会社バッカイテクノドキュメンツを設立。ニフティでは「Buckeye」名義で翻訳フォーラムを主宰し、ニフティがフォーラムシステムを廃止したあとは、独自ドメインに移行して高橋さきのと共同で翻訳フォーラムを主宰。そのほか自作ツールの公開、翻訳関連の記事執筆や講演、日本翻訳連盟の理事など、多方面で活動している。

## 主な戦績
- アイスダンスでの戦績。

| 大会/年         | 1978-79 | 1979-80 |
| --------------- | ------- | ------- |
| 全日本選手権    |         | 4       |
| 全日本Jr.選手権 | 1       |         |

## 著書
- 「スティーブ・ジョブズ」翻訳者の仕事部屋 フリーランスが訳し、働き、食うための実務的アイデア（講談社、2024年） ISBN 978-4065357262
- できる翻訳者になるために プロフェッショナル４人が本気で教える 翻訳のレッスン（共著）（講談社、2016年） ISBN 978-4062952590
- 実務翻訳を仕事にする（宝島社、2001年）ISBN 9784796621410

## 訳書
- ザ・ノース・フェイスの創業者はなぜ会社を売ってパタゴニアに100万エーカーの荒野を買ったのか？ ダグ・トンプキンスの冒険人生（山と溪谷社、2024年） ISBN 978-4635172110
- レスポンシブル・カンパニーの未来――パタゴニアが５０年かけて学んだこと（ダイヤモンド社、2024年） ISBN 978-4478118153
- イーロン・マスク 下（文藝春秋、2023年） ISBN 978-4-16-391731-3
- イーロン・マスク 上（文藝春秋、2023年） ISBN 978-4163917306
- ラムズフェルドの人生訓（オデッセイコミュニケーションズ、2023年） ISBN 978-4908327179
- ザ・メタバース（飛鳥新社、2022年） ISBN 978-4864109284
- ジェフ・ベゾス 発明と急成長をくりかえすアマゾンをいかに生み育てたのか（日経BP、2022年）ISBN 978-4-296-00067-8
- インスタグラム:野望の果ての真実（ニューズピックス、2021年） ISBN 978-4910063188
- Coders（コーダーズ）凄腕ソフトウェア開発者が新しい世界をビルドする（日経BP、2020年） ISBN 978-4822289799
- 自転車レースの駆け引き: 上手に走り賢く戦うためのテクニック（OVERLANDER、2020年）
- イノベーターズ2 天才、ハッカー、ギークがおりなすデジタル革命史（講談社、2019年） ISBN 978-4065147382
- イノベーターズ1 天才、ハッカー、ギークがおりなすデジタル革命史（講談社、2019年） ISBN 978-4062201773
- 伝え方大全 AI時代に必要なのはIQよりも説得力（日経BP社、2019年）ISBN 978-4822289713
- PIXAR <ピクサー> 世界一のアニメーション企業の今まで語られなかったお金の話（文響社、2019年）ISBN 978-4866511139
- ドラッカー全教え ～自分の頭で考える技術～（大和書房、2018年）ISBN 978-4479796657
- スタートアップ・ウェイ 予測不可能な世界で成長し続けるマネジメント（日経BP社、2018年）ISBN 978-4822255695
- Becoming Steve Jobs(ビカミング・スティーブ・ジョブズ)(上) ビジョナリーへの成長物語 (日経ビジネス人文庫) （日本経済新聞出版社、2018年）ISBN 978-4532198589
- Becoming Steve Jobs(ビカミング・スティーブ・ジョブズ)(下) ビジョナリーへの成長物語 (日経ビジネス人文庫) （日本経済新聞出版社、2018年）ISBN 978-4532198596
- UPSTARTS UberとAirbnbはケタ違いの成功をこう手に入れた（日経BP社、2018年）ISBN 978-4822255596
- 新版 社員をサーフィンに行かせよう―――パタゴニア経営のすべて（ダイヤモンド社、2017年）ISBN 978-4478069721
- 本物の大富豪が教える金持ちになるためのすべて（文響社、2017年）ISBN 978-4905073604
- ビジネスと人を動かす 驚異のストーリープレゼン（日経BP社、2016年）ISBN 978-4822251789
- フィルターバブル──インターネットが隠していること (ハヤカワ文庫NF) （早川書房、2016年）ISBN 978-4150504595
- スティーブ・ジョブズ 無謀な男が真のリーダーになるまで(上) （日本経済新聞出版社、2016年）ISBN 978-4532321000
- スティーブ・ジョブズ 無謀な男が真のリーダーになるまで（下）（日本経済新聞出版社、2016年）ISBN 978-4532321017
- イラク・アフガン戦争の真実 ゲーツ元国防長官回顧録（朝日新聞出版、2015年）ISBN 978-4023314306
- 沈みゆく帝国 スティーブ・ジョブズ亡きあと、アップルは偉大な企業でいられるのか（日経BP社、2014年）ISBN 978-4822250232
- アップル 驚異のエクスペリエンス ―顧客を大ファンに変える「アップルストア」の法則（日経BP社、2013年）ISBN 978-4822249434
- レスポンシブル・カンパニー（ダイヤモンド社、2012年）ISBN 978-4478017920
- ワンクリック―ジェフ・ベゾス率いるAmazonの隆盛（日経BP社、2012年）ISBN 978-4822249151
- リーダーを目指す人の心得（飛鳥新社、2012年）ISBN 978-4864101936
- リーン・スタートアップ  ―ムダのない起業プロセスでイノベーションを生みだす（日経BP社、2012年）ISBN 978-4822248970
- 閉じこもるインターネット――グーグル・パーソナライズ・民主主義（早川書房、2012年）ISBN 9784152092762
- スティーブ・ジョブズ II（講談社、2011年）ISBN 9784062171274
- スティーブ・ジョブズ I（講談社、2011年）ISBN 9784062171267
- スティーブ・ジョブズ 驚異のイノベーション―人生・仕事・世界を変える7つの法則（日経BP社、2011年）ISBN 9784822248567
- 人間はガジェットではない（早川書房、2010年）ISBN 4153200166
- ブログ誕生 ―総表現社会を切り拓いてきた人々とメディア（エヌティティ出版、2010年）ISBN 4757102860
- スティーブ・ジョブズ 驚異のプレゼン―人々を惹きつける18の法則（日経BP社、 2010年）ISBN 9784822248161
- マンガ 統計学入門 (ブルーバックス)（講談社、2010年）ISBN 9784062576819
- ランス・アームストロング ツール・ド・フランス永遠(とこしえ)のヒーロー（アメリカン・ブック＆シネマ、2009年）ISBN 9784903825045
- インターネットが死ぬ日（早川書房、2009年）ISBN 9784153200036
- アップルを創った怪物―もうひとりの創業者、ウォズニアック自伝（ダイヤモンド社、2008年）ISBN 9784478004791
- セカンドライフ 仮想コミュニティがビジネスを創りかえる（日経BP社、2008年）ISBN 9784822246976
- ウィキノミクス マスコラボレーションによる開発・生産の世紀へ（日経BP社、2007年）ISBN 9784822245870
- セキュリティはなぜやぶられたのか（日経BP社、2007年）ISBN 9784822283100
- スティーブ・ジョブズ-偶像復活（東洋経済新報社、2005年）ISBN 9784492501474
- できる人ほど上司を使う（ダイヤモンド社、2003年）ISBN 9784478732540